# Dan Niculescu (basket-ball, 1953)
Pour les articles homonymes, voir Niculescu.
Ne doit pas être confondu avec Dan Niculescu (basket-ball, 1929).
Dan Niculescu, né le 14 mars 1953, à Bucarest (Roumanie), est un ancien joueur internaional roumain de basket-ball. Il a consacré la majeure partie de sa carrière au Dinamo Bucarest, avant de poursuivre son parcours à l’étranger dans les années 1990, puis de devenir entraîneur.

## Biographie
Jeunesse
Dan Niculescu est né et a grandi dans le quartier Floreasca de Bucarest, où il développe très tôt une passion pour le sport, notamment le basket-ball et la natation. Encouragé par son père, journaliste à l'Informația Bucureștiului, il est inscrit à l’École Sportive 35, surnommée « la fabrique de basket », institution reconnue pour la qualité de sa formation.
Il commence sa formation dans les équipes de jeunes à la fin des années 1960. Sous la direction de son premier entraîneur, Valentin Dăscălescu, il progresse rapidement et remporte tous les titres juniors possibles avec son équipe. Dès l’âge de 11 ans, il se consacre pleinement au basket-ball, passant la majorité de son temps à la salle de sport du lycée Caragiale.
Carrière professionnelle
En 1972, à la fin de ses études secondaires, il rejoint le club Dinamo Bucarest. Il intègre rapidement l’équipe première, où il évolue sous les ordres de l’entraîneur du même nom,Dan Niculescu. Dès sa deuxième saison, il devient un titulaire essentiel au poste de meneur, rôle clé qu’il conservera tout au long de sa carrière.
Pendant les années 1970 et 1980, Dan Niculescu devient l’un des piliers de Dinamo et un symbole du club. Il remporte au total dix titres de champion national et est désigné à trois reprises meilleur joueur roumain de l’année. Il dispute de nombreux matchs à haute intensité, notamment contre le rival historique Steaua Bucarest, dans des salles bondées, et devient une figure emblématique de ces affrontements. En parallèle, il est sélectionné en équipe nationale, avec laquelle il participe à quatre phases finales de Championnat d’Europe.
Après la chute du régime communiste, Niculescu s’expatrie en France en 1990 et rejoint l’USM Olivet, où il se fait remarquer en inscrivant 72 points lors d’un match de troisième division. En 1991, il devient l'entraîneur adjoint de Jean-Raoul Baudry à l’ADA Blois, avant de rentrer en Roumanie l’année suivante pour réintégrer le Dinamo Bucarest en tant que joueur. Il y joue deux saisons supplémentaires et remporte un dernier titre de champion en 1994.
Il poursuit ensuite sa carrière de joueur au Rapid Bucarest jusqu’en 1997, avant de se tourner vers le coaching. Il débute comme entraîneur au Stade Nabeulien, en Tunisie, puis revient en Roumanie comme entraîneur-joueur au CSȘ 4 Bucarest.
En 2003, à l’âge de 50 ans, il est sélectionné une dernière fois en équipe nationale, établissant un record de longévité. Il se consacre ensuite définitivement à la formation des jeunes et à sa carrière d’entraîneur.

## Palmarès et distinctions

### Palmarès
Joueur
 Dinamo Bucarest 
- Champion de Roumanie en 1973, 1974, 1975, 1976, 1977, 1979, 1983, 1988 et 1994.
- Vainqueur de la Coupe de Roumanie en 1989.

### Distinctions personelles
Joueur
- Joueur roumain de l'année en 1978.
- Meilleur marqueur du championnat de Roumanie en 1987 et 1989.